# Reserva Oil Springs
La reserva índia d'Oil Springs és una reserva índia de la Nació Seneca situada a l'estat de Nova York als Estats Units. Segons el cens de 2010 la reserva índia només té un resident. Tot i que la reserva és controlada per la tribu Seneca, a partir de 2005 no hi ha membres de la tribu vivint a la propietat. Té una superfície d'1,6 km², dividida entre dos comtats: Allegany  i Cattaraugus. La reserva és al nord-est de la vila de Cuba. Està rodejada pel poble de Cuba i el poble d'Ischua.
Els seneca i els pobles indígenes anteriors havien après a utilitzar el petroli, l'aigua contaminada de la primavera amb fins medicinals. Els missioners Jesuïtes van aprendre dels seneca i ho van registrar en el segle xvii. Avui dia els seneca operen dues gasolineres lliures d'impostos en aquesta reserva que generen ingressos.

## Història
Quan el missioner jesuïta francès Joseph de la Roche Daillon arriba a aquesta zona el 1627, els ressorts de petroli eren explotats pels actualment extingits Wenro. Es creu que els seneca havien conquerit el territori el 1638 com una de les seves primeres conquestes de la Guerra dels Castors, per la qual tractaven de dominar el lucratiu comerç de pells amb els francesos.
Els seneca es van posar del costat de la corona britànica en la majoria de les guerres del segle xviii, incloent la Guerra d'Independència dels Estats Units, en la qual els seneca provocaren diverses massacres contra els assentaments colonials. Després de la derrota de la corona britànica, com a aliats dels britànics els seneca foren obligats a rendir la majoria de les seves terres (moltes de les quals havien estat devastades per l'expedició de Sullivan). Pel Tractat de Canandaigua, els seneca negociaren el dret a mantenir cinc parcel·les: l'antic territori Wenro al voltant dels ressorts d'oli i el riu Allegheny, la terra que envolta Cattaraugus Creek, les terres de l'antiga Nació Neutral al voltant de Buffalo Creek, i la reserva índia Tonawanda. El diplomàtic seneca Cornplanter va adquirir posteriorment una parcel·la de 1.500 acres addicionals a Pennsylvania per als seus propis fins personals. Retenir els ressorts de petroli es fa em gran mesura gràcies als esforços personals del Governador Blacksnake, un ancià seneca influent.
Durant el programa federal de deportació de la dècada de 1830, la companyia de terra Ogden va negociar el dret a comprar totes les terres restants sSeneca a Nova York. Van convèncer els caps de Seneca a signar el Tractat de Buffalo Creek en aquest efecte. Al final, Ogden va comprar només la Reserva Buffalo Creek i va deixar Oil Springs (juntament amb la Reserva índia Allegany i la reserva Cattaraugus intactes.)
La Nació Seneca de Nova York formà una tribu reconeguda federalment en 1848, comptant amb la reserva d'Oil Springs com un dels tres territoris (junt amb les reserves Allegany i Cattaraugus). És l'únic dels tres territoris seneca sense capital reconeguda o representació al govern seneca.

## Geografia
D'acord amb l'Oficina del Cens dels Estats Units, la porció del comtat d'Allegheny de la reserva índia té una superfície total d'1,6& km². La major part és terra ferme i només l'1,64% és aigua.
La porció del comtat de Cattaraugus en la reserva, situada en la Vila d'Ischua té una àrea total de 0,4 mi² (1,0 km²), tot terra.

## Demografia
Segons el cens de 2010, no hi ha residents en l'àrea VIla de Ischua. L'únic resident en la reserva és amerindi i viu a la porció del comtat d'Allegany.